# National Wrestling Association
La National Wrestling Association (NWA) fu un organo di governo del wrestling attivo negli Stati Uniti fondato nel 1930 dalla National Boxing Association (NBA, ora noto come World Boxing Association, WBA), nel tentativo di creare un corpo di gestione del wrestling. La NWA creò una serie di titoli "mondiali" per cercare di definire una gerarchia all'interno del wrestling americano, che in quegli anni vedeva diversi atleti fregiarsi del titolo di "vero campione mondiale". Il titolo di punta, il National Wrestling Association World Heavyweight Championship, fu in seguito considerato predecessore del NWA World Heavyweight Championship, titolo istituito dalla National Wrestling Alliance (NWA) nel 1949.
Con la creazione della National Wrestling Alliance e la vittoria del suo titolo da parte di Lou Thesz, la National Wrestling Association era solita riconoscerne i campioni durante le loro convention , che si sarebbero tenute annualmente fino al 1980, quando la federazione chiuse ufficialmente.

## Storia
La National Boxing Association (NBA) fu fondata a New York nel 1921 per regolare l'industria del pugilato nordamericana. Nel gennaio 1930 la NBA tentò di introdurre la stessa struttura all'interno del wrestling, adducendo come motivazione l'esistenza di una moltitudine di lottatori che si fregiavano del titolo di "campione del mondo". La NBA richiese ai wrestler che volevano prendere parte al torneo per il campione inaugurale un deposito cauzionale di circa 1.000 dollari, al fine di assicurarsi la loro partecipazione e le eventuali difese titolate contro degli avversari stabiliti dalla NBA. Per la divisione dei pesi massimi, Jim Londos e John Pesek accettarono il pagamento e fu inizialmente sancito un incontro tra i due, ma a causa di alcune manovre politiche di persone vicine ad entrambi i lottatori la sfida non avvenne. Il 13 settembre 1930 la NBA fondò la National Wrestling Association (NWA), una branca specifica legata al mondo del wrestling. La NWA nominò come primo presidente il Colonnello Harry J. Landry, aprendo la sua sede principale a New Orleans, in Louisiana. La federazione inoltre riconobbe come proprio campione inaugurale dei pesi massimi Jim Londos, in una mossa che non ottenne un largo consenso popolare, al punto che il vice-presidente della NWA, Harry Davis, diede le dimissioni. L'associazione avrebbe tenuto meeting annuali dove gli stati membro della NWA si sarebbero riuniti per decidere i campioni mondiali delle diverse divisioni di peso, con Londos che avrebbe mantenuto il titolo per diversi anni consecutivi.
Nel 1938 diverse promozioni di wrestling decisero di formare la National Wrestling Alliance, implementando un sistema di territori tra i propri membri. L'alleanza riuscì nell'obiettivo (completato solo parzialmente dalla National Wrestling Association) di riunire i vari titoli mondiali all'interno di una sola cintura, ma fece questo soltanto per il suo NWA World Heavyweight Championship, consentendo ai vari territori di creare le proprie versioni mondiali degli altri titoli. È questo il caso del NWA World Tag Team Championship, la cui libertà veniva lasciata alle singole federazioni, facendo fiorire così numerosi titoli mondiali della divisione tag. Nel 1949 il campione dei pesi massimi della National Wrestling Association, Lou Thesz, fu scelto dalla National Wrestling Alliance come il proprio campione, dopo che il precedente campione Orville Brown fu costretto a rendere il titolo vacante in seguito ad un incidente automobilistico. Il 27 novembre 1949 il National Wrestling Association World Heavyweight Championship fu abbandonato, unificato all'interno del corrispettivo titolo dell'alleanza, nel tentativo di costruire un unico titolo mondiale. Il National Wrestling Association World Junior Heavyweight Championship ebbe la stessa sorte, integrato all'interno del National Wrestling Alliance World Junior Heavyweight Championship.
Negli anni '50 la National Wrestling Association non aveva più alcun titolo attivo, decidendo invece di riconoscere diversi titoli dell'alleanza, inclusi il NWA World Light Heavyweight Championship, il NWA World Middleweight Championship e il NWA World Welterweight Championship, che erano stati assegnati alla federazione messicana Empresa Mexicana de Lucha Libre (EMLL). La federazione continuò a tenere le sue convention annuali nel corso degli anni '60, ma a quel punto non era più attiva per l'organizzazione di eventi e per il riconoscimento dei titoli. La National Wrestling Association chiuse ufficialmente nel 1980.

## Campioni
| Titolo                                                                     | Periodo di attività | Note                                                                |
| -------------------------------------------------------------------------- | ------------------- | ------------------------------------------------------------------- |
| National Wrestling Association World Heavyweight Championship              | 1930-1949           | Unificato all'interno del NWA World Heavyweight Championship        |
| National Wrestling Association World Junior Heavyweight Championship       | 1936-1949           | Unificato all'interno del NWA World Junior Heavyweight Championship |
| National Wrestling Association World Light Heavyweight Championship        | 1930-1960           | Unificato all'interno del NWA World Light Heavyweight Championship  |
| National Wrestling Association World Junior Light Heavyweight Championship | 1937-1940           | Classe di peso abbandonata dalla federazione                        |
| National Wrestling Association World Middleweight Championship             | 1930-1960           | Unificato all'interno del NWA World Middleweight Championship       |
| National Wrestling Association World Junior Middleweight Championship      | 1934                | Classe di peso abbandonata dalla federazione                        |
| National Wrestling Association World Tag Team Championship                 | 1939                | Considerato il primo titolo mondiale per la categoria tag           |
| National Wrestling Association World Welterweight Championship             | 1930-1960           | Unificato all'interno del NWA World Welterweight Championship       |